# Donji Lapac
Donji Lapac (in serbo Доњи Лапац) è un comune della Croazia di 2.200 abitanti della Regione della Lika e di Segna

## Insediamenti
Il comune di Donji Lapac comprende i seguenti 18 insediamenti (naselja): 
| - Birovača - Boričevac - Brezovac Dobroselski - Bušević - Dnopolje - Dobroselo - Doljani - Donji Lapac - Gornji Lapac | - Donji Štrbci - Gornji Štrbci - Gajine - Kestenovac - Kruge - Melinovac - Mišljenovac - Nebljusi - Oraovac |